# Gråtangara
Gråtangara (Catamenia inornata) är en fågel i familjen tangaror inom ordningen tättingar.

## Utseende och läte
Gråtangaran är en liten finkliknande fågel. Hanen är genomgående grå med kraftig skäraktig näbb och roströda undre stjärttäckare. Honan är brunaktig och streckad med smutsfärgad näbb och varmare färgade undre stjärttäckare.

## Utbredning och systematik
Gråfink förekommer i Anderna och delas in i tre underarter med följande utbredning:
- Catamenia inornata minor – Colombia till västra Venezuela, Ecuador och Peru (Junín)
- Catamenia inornata mucuchiesi – västra Venezuela (Mérida)
- Catamenia inornata inornata – sydöstra Peru (Cusco) till Bolivia, Chile och nordvästra Argentina

Ofta urskiljs även underarten cordobensis med utbredning i nordcentrala Argentina.

### Familjetillhörighet
Liksom andra finkliknande tangaror placerades denna art tidigare i familjen Emberizidae. Genetiska studier visar dock att den är en del av tangarorna.

## Levnadssätt
Gråtangaran hittas i öppna miljöer i bergstrakter, exempelvis páramo. Den ses vanligen i par eller flockar.

## Status och hot
Arten har ett stort utbredningsområde och tros öka i antal. Internationella naturvårdsunionen IUCN listar den därför som livskraftig (LC).